# Bruno Saura
Pour les articles homonymes, voir Saura (homonymie).
Bruno Saura (né le 5 août 1965 à Metz) est un anthropologue français. Depuis les années 1990, il est l’auteur et le contributeur régulier à de nombreux ouvrages sur la culture polynésienne.

## Biographie

### Enfance et formation
Bruno Saura naît le 5 août 1965 à Metz, en Moselle. Il prend contact avec la Polynésie française en 1979, à l'occasion d'une mutation de son père fonctionnaire de police.
De 1982 à 1986, il fait des études d'anthropologie en France puis revient en Polynésie poursuivre ses recherches à Huahine. Après avoir soutenu sa thèse en Sciences politiques (1990, Aix-en-Provence), il est nommé maître de conférences à l'Université de la Polynésie française (UPF) en 1993 (Civilisation polynésienne). Il est habilité à diriger des recherches en anthropologie à l'Université d'Aix-Marseille III. Le 24 octobre 2006, il est nommé et titularisé professeur des universités et affecté à l'UPF.

### Carrière universitaire
Il est professeur de civilisation polynésienne à l'Université de la Polynésie française à Punaauia  et professeur de problématique culturelle en Océanie à l'ISEPP à Papeete.

## Décoration
- Chevalier de l'ordre national du Mérite (nomination le 15 mai 2025)[5].

## Publications
Ses principaux travaux portent sur les traditions orales des îles Sous-le-Vent ainsi que sur les questions politiques, ethniques et religieuses de la Polynésie d'aujourd'hui.
- L'identité polynésienne : Facteurs de revendication et discours identitaires à Tahiti, Polynésie française (mémoire de DEA d'études politiques), 1986, 297 p.
- « Théologie de la libération et théorie de la culture chez Duro Raapoto », Bulletin de la Société des Études Océaniennes, no 246,‎ 1989, p. 1-15
- Les Bûchers de Faaite : Paganisme ancestral ou dérapage chrétien en Polynésie ?, 1990 (présentation en ligne)
- Bobby : Visions polynésiennes (photogr. Claude Coirault), 1992 (présentation en ligne)
- Politique et religion à Tahiti (thèse), 1993 (présentation en ligne)
- Les Sanito : Te mau Sanito : Histoire de l'Église Réorganisée de Jésus-Christ des Saints des Derniers Jours en Polynésie française (1844-1994), 1994 (présentation en ligne)
- Pouvanaa a Oopa : Père de la culture politique tahitienne (trad. du français par Valérie Gobrait, en tahitien), 1998 (présentation en ligne)
- Des Tahitiens, des Français : Leurs représentations réciproques aujourd’hui (préf. Tobie Nathan), 1997 (présentation en ligne)
- Histoire et traditions de Huahine et Pora Pora [« Puta Tumu »] (trad. du tahitien par Patrick Matari'i Daubard et Hiriata Millaud, préf. Bruno Saura, édition critique de Bruno Saura), 2000 (présentation en ligne)
- Tinitō : La communauté chinoise de Tahiti : installation, structuration, intégration, 2002 (présentation en ligne)
- La lignée royale des Tamatoa de Raiatea, 2003
- La société tahitienne au miroir d'Israël : Un peuple en métaphore, 2004
- Huahine aux temps anciens, 2005
- Tahiti mā'ohi : Culture, identité, religion et nationalisme en Polynésie française, 2009 (présentation en ligne)
- Bobby : L'enchanteur du Pacifique (préf. Marcel Rufo, coécrit avec Dorothy Levy), 2013 (présentation en ligne)
- Histoire et mémoire des temps coloniaux en Polynésie française, 2015 (présentation en ligne)

## Sources et liens